# Dariusz Brzozowski
Dariusz Brzozowski, pseud. Daray (ur. 30 stycznia 1980 w Nowym Dworze Mazowieckim) – polski perkusista rockowy i heavymetalowy. Członek Akademii Fonograficznej ZPAV. Współzałożyciel blackmetalowej grupy Vesania i deathmetalowej Masachist. W latach 2004–2008 członek olsztyńskiej grupy Vader. Od 2008 roku członek norweskiej formacji Dimmu Borgir, a od 2009 roku polskiej grupy Hunter. Prowadził również warsztaty perkusyjne.
Ponadto współpracował z takimi grupami i wykonawcami jak: Neolithic, Black River, Armagedon, Arysta, Azarath, Pyorrhoea, Sunwheel, Insidious Disease, Nerve, Faust, Crystal Abyss i Crionics, z którą występował podczas koncertów. Wraz z grupą Vader był dwukrotnie nominowany do nagrody polskiego przemysłu fonograficznego Fryderyka w kategorii album roku metal za wydawnictwa The Beast (2004) i Impressions in Blood (2006). W 2009 roku czasopismo branżowe Topdrummer uhonorowało go tytułem najlepszego perkusisty w kategorii rock metal.

## Życiorys

### 1994–2004

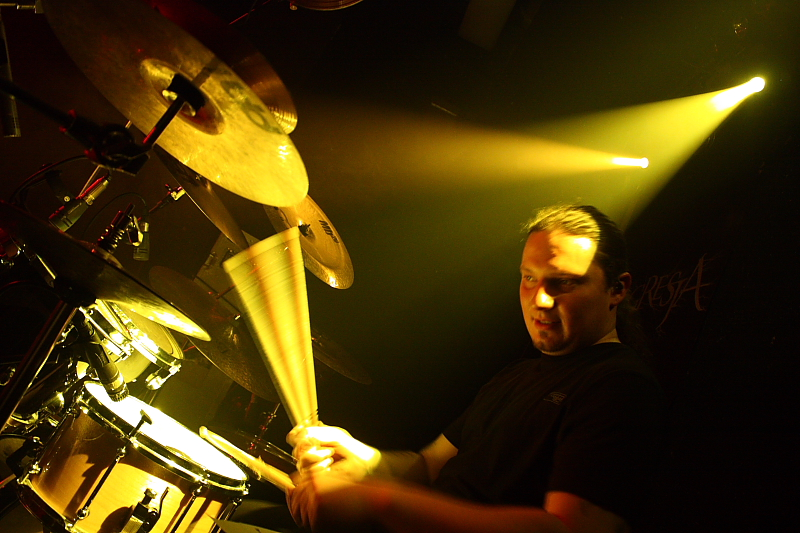
Dariusz Brzozowski podczas koncertu wraz z grupą Hunter w Warszawie 26 kwietnia 2009

Grę na perkusji Brzozowski rozpoczął w wieku czternastu lat, jednak jego pierwszym instrumentem muzycznym była gitara. W 1997 roku Brzozowski wraz z gitarzystą Tomaszem "Orionem" Wróblewskim i basistą Filipem "Heinrichem" Hałuchą założyli grupę muzyczną Vesania. Na przełomie 2001 i 2002 roku w poszerzonym składzie w olsztyńskim Selani Studio nagrał z grupą debiutancki album pt. Firefrost Arcanum. Płyta ukazała się w 2003 roku nakładem Empire Records w Europie oraz Crash Music w USA.
W 2005 roku ukazał się drugi album grupy Vesania pt. God The Lux. Nagrania zrealizowano w lubelskich Hendrix Studios we współpracy z Arkadiuszem "Maltą" Malczewskim, miksowanie i mastering wykonali Wojciech i Sławomir Wiesławscy. Album został wydany przez Empire Records w Polsce oraz dzięki Napalm Records na świecie. Pod koniec 2007 roku ukazał się kolejny album pt. Distractive Killusions. W Polsce płyta została wydana w styczniu 2008 roku nakładem Mystic Production.
W grupie Neolithic Brzozowski występował od 2003 roku. Nagrał z nią minialbum pt. Team 666 (2004), który ukazał się nakładem Empire Records. Zespół został rozwiązany w 2006 roku. Na jego kanwie powstał rockowy zespół Black River, w którego składzie występują dotychczasowi członkowie Neolithic.

### 2004–2008
W 2004 roku dołączył jako muzyk sesyjny do olsztyńskiej grupy deathmetalowej Vader, w której zastąpił ówcześnie kontuzjowanego Krzysztofa Raczkowskiego. Brzozowski o początkach w grupie Vader:

Kiedy usłyszałem propozycję Petera, nogi mi się ugięły i nie byłem w stanie nic powiedzieć. Nie mogłem w to uwierzyć. Byłem w wielkim szoku, że to właśnie mnie wzięto pod uwagę jako zastępcę Doca. Myślałem sobie: przecież, kurcze, jest tylu zajebistych bębniarzy w Polsce... Za chwilę kolejna myśl: to się dzieje naprawdę.

Tego samego roku z Vader nagrał album pt. The Beast, który ukazał się nakładem Metal Blade Records. Rok później Brzozowski został oficjalnym członkiem grupy; w tym samym roku nagrał minialbum The Art of War (2005), dedykowany pamięci zmarłego Krzysztofa Raczkowskiego. W 2006 roku nagrał kolejny album grupy, zatytułowany Impressions in Blood, wydany nakładem Regain Records. Wydawnictwo zostało nominowane do nagrody polskiego przemysłu fonograficznego Fryderyka w kategorii album roku metal.
W sierpniu 2008 roku, tuż po jubileuszowym koncercie z okazji dwudziestopięciolecia zespołu Vader, Brzozowski wraz z gitarzystą Maurycym Stefanowiczem odszedł z zespołu. Wkrótce potem dołączył do norweskiej grupy blackmetalowej Dimmu Borgir. Odejście Daraya skomentował w następujący sposób lider zespołu Vader, Piotr Wiwczarek:

Darek starał się o posadę w Dimmu już kilka miesięcy temu – nie mówiąc o tym nikomu z nas... O odejściu Mausera wiedziałem (rozmawiałem z nim o tym) jeszcze na trasie w Europie. Skąd więc ludzie mają takie idiotyczne pomysły? No i skąd teza, że chłopaki grali za darmo? Oni tego nie mogli powiedzieć, bo byłoby to wierutnym kłamstwem. W Polsce jednak każdy sądzi, że jeśli nie wiadomo, o co chodzi – to chodzi o kasę...

W 2006 roku wraz z gitarzystą Mariuszem Domoradzkim, byłym członkiem Yattering, założył grupę Masachist. Debiutancki album grupy pt. Death March Fury ukazał się w marcu 2009 roku nakładem Witching Hour Productions.

### Od 2008

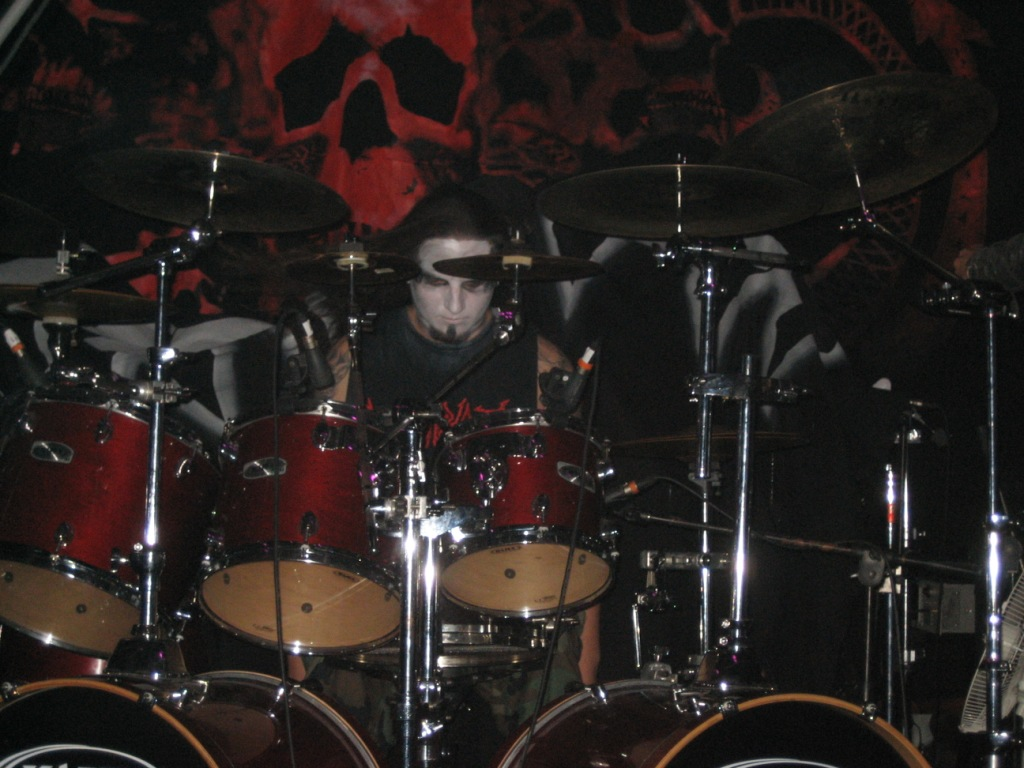
Dariusz Brzozowski podczas koncertu wraz z grupą Vesania 23 września 2006

W 2008 roku Brzozowski na zaproszenie Piotra Wtulicha dołączył jako perkusista do zespołu muzycznego Black River. Tego samego roku nakładem Mystic Production ukazał się debiutancki album zespołu pt. Black River. Wydawnictwo było promowane teledyskiem do utworu pt. "Silence" w reżyserii Romana Przylipiaka. W nagraniu wystąpiła gościnnie aktorka Agnieszka Warchulska. W 2009 roku debiutancki album grupy uzyskał nominację do nagrody polskiego przemysłu fonograficznego Fryderyka w kategorii album roku – metal.
Jesienią 2008 roku wraz z Dimmu Borgir Brzozowski zagrał trasę koncertową Blackest of the Black. Gitarzysta Dimmu Borgir – Silenoz o Brzozowskim:

Mam na myśli, że wszystkie drzwi są otwarte, ale na chwilę obecną nasze relacje zarówno muzyczne jak i personalne układają się z Darkiem dobrze. Byłoby dla mnie zaskoczeniem jeżeli nie zagrałby na nowym albumie.

8 stycznia 2009 roku Brzozowski dołączył do grupy Hunter, w której zastąpił jej wieloletniego członka, Grzegorza "Brooza" Sławińskiego. Z grupą nagrał album pt. HellWood, który ukazał się 14 kwietnia 2009 roku nakładem wytwórni muzycznej Mystic Production. W ramach promocji wydawnictwa do utworu pt. "Labirynt Fauna" został zrealizowany teledysk w reżyserii Dariusza Szermanowicza. 
W 2009 roku wziął udział w targach Musikmesse we Frankfurcie, w Niemczech. Spotkanie odbyło się na stanowisku talerzy perkusyjnych firmy Meinl, która sponsoruje muzyka.
W 2010 roku z zespołem Dimmu Borgir nagrał pierwszy album zatytułowany Abrahadabra.

## Instrumentarium
Od 2007 roku grał na bębnach Premier, model Maple Classic, natomiast od 2008 gra na talerzach perkusyjnch Meinl. Wcześniej grał m.in. na bębnach Tama, model Starclassic i talerzach Alchemy Professional. Podczas sesji nagraniowej do albumu The Beast Vader używał bębnów firmy Yamaha, model Maple Custom. W latach 2010–2013 był endorserem firmy Pearl. Następnie przez niespełna rok współpracował z firmą Yamaha. Natomiast od 2014 roku gra na instrumentach firmy Tama.
| Meinl Cymbals - 13" Byzance Brilliant Fast Hi-hat - 14" Byzance Brilliant Fast Hi-hat - 17" Mb20 Heavy Crash - 18" Mb20 Heavy Crash - 19" Mb20 Heavy Crash - 22" Mb20 Heavy Bell Ride - 18" Mb20 Rock China - 20" Mb20 Rock China - 18" Soundcaster Coustom China - 10" Generation X Filter China - 12" Generation X Filter China - 14" Generation X Filter China |  | Bębny Tama Starclassic Performer B/B – Volcanic Burst (VCB) - Bass Drum: 22"x18" (x2) - Tom Tom: 10" x 8" - Tom Tom: 12" x 10" - Tom Tom: 14" x 11" - Floor Tom: 16" x 16" - Floor Tom: 18" x 16" - Snare Drum: S.L.P. Black Brass 14" x 6,5" Osprzęt - Monolit Czarcie Kopyto Pałki perkusyjne - Regal Tip Death-EX |

## Dyskografia

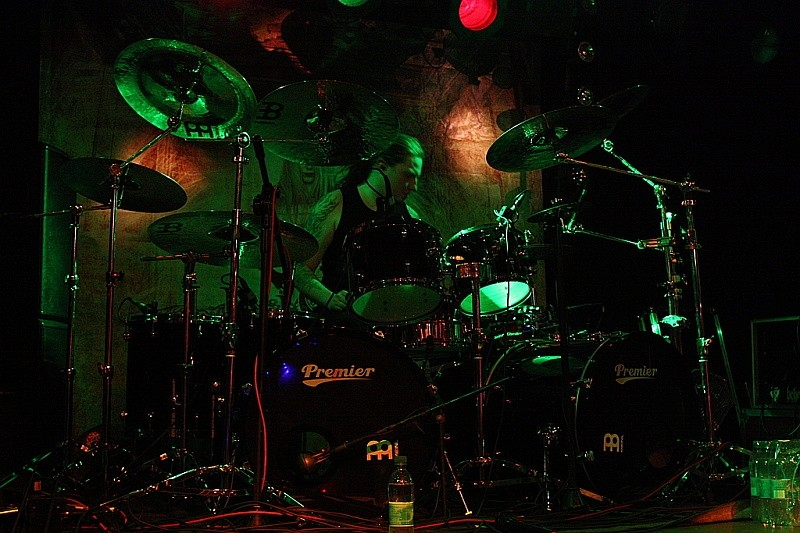
Dariusz Brzozowski podczas koncertu wraz z grupą Black River w Lublinie 10 grudnia 2008

| Hunter - HellWood (2009, Mystic Production) - XXV lat później (2011, Mystic Production) - Królestwo (2012, Tune Project) - Imperium (2013, Tune Project) - NieWolnOść (2016, Pit Studio) Sunwheel - Monuments of the Elder Faith (2004, Supernal Music) Neolithic - Team 666 (2003, Empire Records) Pyorrhoea - Pyorrhoea Promo (2002, wydanie własne) - Desire for Torment (2004, Empire Records) Arysta - The 5 Ocean (2011, Arysta Cinema) Faust - From Glory to Infinity (2009, Paragon Records) Christ Agony - Legacy (2016, Witching Hour Productions) |  | Vader - Beware the Beast (2004, singel, Empire Records) - The Beast (2004, Metal Blade Records) - The Art of War (2005, minialbum, Regain Records) - Night of the Apocalypse (2005, DVD, Metal Mind Productions) - Impressions in Blood (2006, Regain Records) - ...And Blood Was Shed in Warsaw (2007, DVD, Metal Mind Productions) - The Upcoming Chaos (2008, Regain Records) - V.666 (2008, singel, Empire Records) - Lead Us!!! (2008, Regain Records) - XXV (2008, Regain Records) Dimmu Borgir - Abrahadabra (2010, Nuclear Blast) - Forces of the Northern Night (2017, Nuclear Blast) Jelonek - Revenge (2011, Mystic Production) Nerve - Fracture (2013, Buil2Kill Records) |

## Nagrody i wyróżnienia

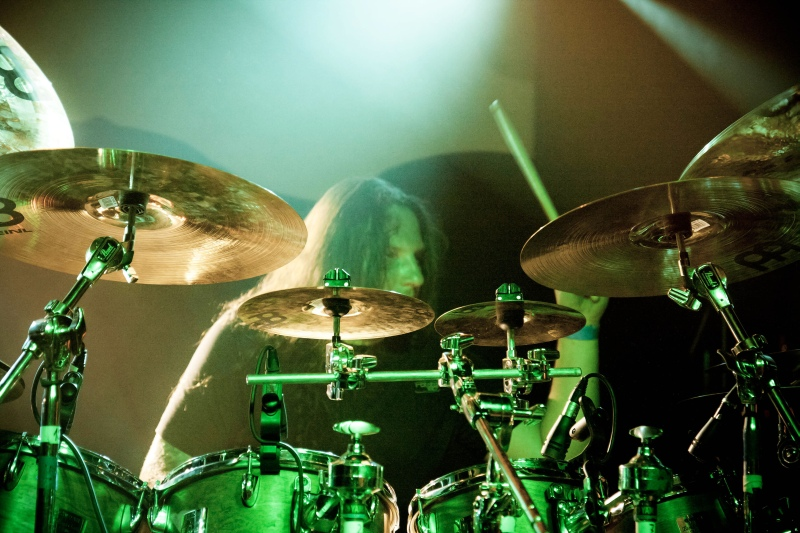
Dariusz Brzozowski podczas koncertu z zespołem Masachist w krakowskim klubie Loch Ness 26 sierpnia 2010 roku

| Rok  | Kategoria                                       | Nagroda                         | Uwagi      |
| ---- | ----------------------------------------------- | ------------------------------- | ---------- |
| 2004 | Album roku rock/metal (Vader – The Beast)       | Fryderyk                        | Nominacja  |
| 2006 | Album roku metal (Vader – Impressions in Blood) | Fryderyk                        | Nominacja  |
| 2008 | Album roku metal (Black River – Black River)    | Fryderyk                        | Nominacja  |
| 2009 | Najlepszy perkusista                            | Plebiscyt Top Drummer           | Laureat    |
| 2009 | Płyta rocku 2008 (Black River – Black River)    | Plebiscyt Antyradia             | Nominacja  |
| 2010 | Album roku metal (Hunter – HellWood)            | Fryderyk                        | Nominacja. |
| 2012 | Perkusista roku 2011                            | Pure Fucking Metal Awards, 2011 | 1. miejsce |
| 2012 | Album roku metal (Hunter – XXV lat później)     | Fryderyk                        | Nominacja  |